# Skulik rdzawogłowy
Skulik rdzawogłowy (Scymnus ferrugatus) – gatunek chrząszcza z rodziny biedronkowatych. Zamieszkuje palearktyczną Eurazję. Bytuje na drzewach i krzewach liściastych.

## Taksonomia
Gatunek ten opisany został po raz pierwszy w 1785 roku przez Karla von Molla pod nazwą Coccinella ferrugata. Później przeniesiony został do rodzaju Scymnus.

## Morfologia
Chrząszcz o krótkim, szeroko-owalnym, wysklepionym ciele długości od 2,5 do 3 mm. Ubarwienie głowy jest żółtobrunatne. Czułki zbudowane są z 11 członów. Przedplecze jest żółtobrunatne z czarną plamą położoną u jego podstawy, przed czarną tarczką. Pokrywy są czarne z żółtoczerwoną lub rudą, wyraźnie odgraniczoną plamą w części wierzchołkowej. Na powierzchni pokryw występują równomierne, duże punkty. W części środkowej włoski skierowane są ku tyłowi i rozmieszczone w prostych szeregach. Odnóża są żółtobrunatne. Przedpiersie ma na wyrostku międzybiodrowym dwa żeberka. Przedpiersie i cztery ostatnie spośród widocznych sternitów odwłoka (wentryty) mają kolor żółtobrunatny, reszta spodu ciała jest natomiast czarna. Rzadko żółtobrunatny jest także pierwszy wentryt. Na pierwszym wentrycie występują pełne, półokrągłe linie udowe, sięgające  zewnętrznymi końcami do przedniej jego krawędzi. Genitalia samca mają lekko wyginane w widoku prącie o długości nie mniejszej niż długość paramer.

## Ekologia i występowanie

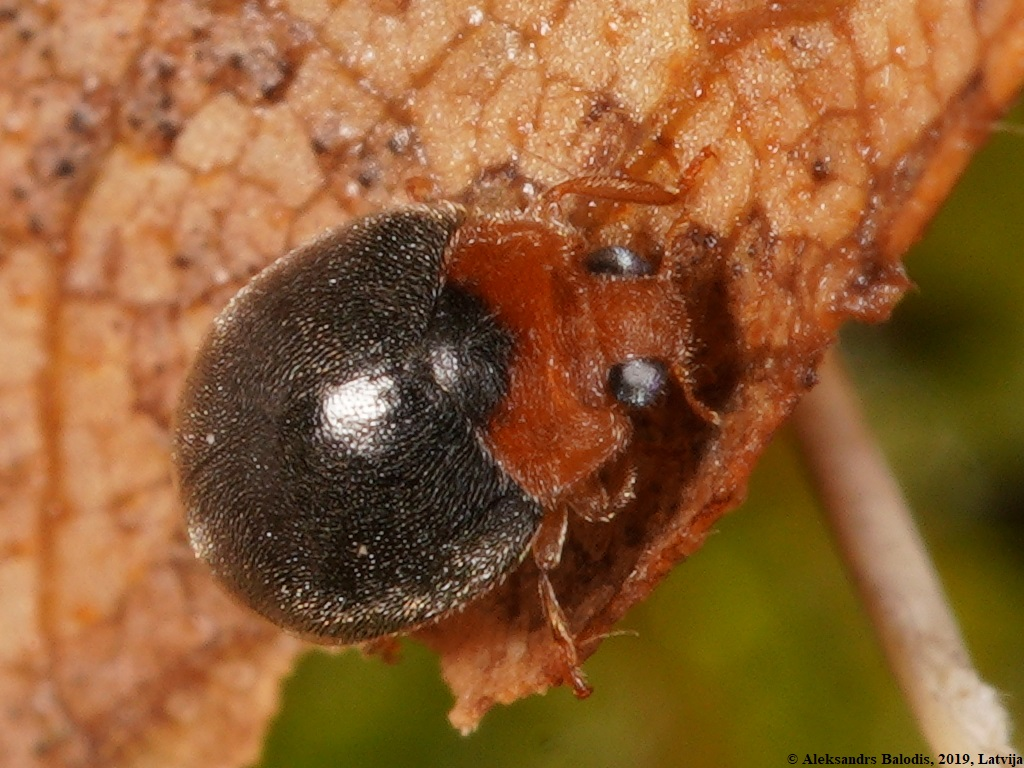
Imago na liściu

Owad eurytopowy. Zasiedla wilgotne łąki i polany, lasy i ich skraje, zarośla, zadrzewienia, pobrzeża wód, suche stoki i żywopłoty. Bytuje na drzewach i krzewach liściastych. Najczęściej spotykany jest na brzozach, czeremchach, klonach, śliwach i wierzbach. Czasem obserwuje się go wśród traw i ściółki. Zarówno larwy jak i owady dorosłe są drapieżnikami żerującymi na mszycach, czerwcach i roztoczach. Postacie dorosłe zimują w ściółce, wśród mchów oraz pod korą pojedynczo rosnących drzew.
Gatunek palearktyczny. W Europie znany jest z Francji, Belgii, Luksemburga, Holandii, Niemiec, Szwajcarii, Austrii, Włoch, Danii, Szwecji, Finlandii, Estonii, Polski, Czech, Słowacji, Węgier, Białorusi, Ukrainie, Rumunii, Bułgarii, Bośni i Hercegowiny oraz europejskiej części Rosji. Dalej na wschód sięga przez Kaukaz Północny, Kazachstan, Mongolię i Chiny, Syberię i Rosyjski Daleki Wschód aż po Japonię. Północna granica jego zasięgu w Europie przebiega przez południową Fennoskandię i Karelię.